# Таріфа-Кордова – Лінарес/Мотріль
Таріфа-Кордова – Лінарес/Мотріль – газопровід на півдні Іспанії.
Трубопровід, запуск якого припав на 1996 – 2001 роки, бере початок в районі на південний схід від Кордови від траси газопроводу Таріфа – Кордова. Він складається із кількох основних відтинків:
- ділянки до Хаен та Лінарес, що прокладена по Бетіцькій низовині та виконана в діаметрах 400 мм та 300 мм;
- ділянки діаметром 250 мм, яка відгалужується незадовго до Хаен та прямує на південь через Андалусійські гори до Гранади та розташованого на середземноморському узбережжю Мотріля.
Загальна довжина системи становить 253 км.
Робочий тиск газопроводу 8 МПа.